# Überackern
Überackern je obec v okrese Braunau v rakouské spolkové zemi Horní Rakousy.

## Geografie
Überackern leží v oblasti Innviertel nedaleko soutoku řek Salzach a Inn. Obec je obklopena lesem Weilhart. Přibližně 77 % rozlohy obce tvoří lesy a 15 % zemědělská půda.

## Osady
(v závorkách uveden počet obyvatel ze dne 1. ledna 2020)
- Aufhausen (7)
- Berg (6)
- Kreuzlinden (166)
- Mühltal (93)
- Überackern (249)
- Weng (162)